# Allingawier
Allingawier est un village de la commune néerlandaise de Súdwest Fryslân, situé dans la province de Frise. 

## Géographie
Allingawier est situé à l'ouest de la commune, entre Makkum et Exmorra, à 14 kilomètres à l'est de la ville de Sneek.

## Histoire
Allingawier fait partie de la commune de Wûnseradiel jusqu'au 1er janvier 2011, où celle-ci est supprimée et fusionnée avec Bolsward, Nijefurd, Sneek et Wymbritseradiel pour former la nouvelle commune de Súdwest-Fryslân.

## Démographie
En 2021, la population s'élevait à 75 habitants.